# Olives de Sant Esteve de Guialbes
Olives és un llogarret ubicat al sud-oest de Sant Esteve de Guialbes, vora la riera de la Farga. El seu nom sembla que deriva de moltes famílies que feien l'oli en el seu trull i és fàcil veure piques en desús al pati de moltes cases. Pertany al municipi, però no a la baronia, de Vilademuls; la seva població és de 27 habitants (2009). Dista uns 18 km de Girona i està a 135 metres sobre el nivell del mar.
El 1197 hi fou erigit el priorat canonical de Santa Maria de les Olives, filial —segons que sembla— de Vilabertran, amb el consentiment del bisbe de Girona Gaufred de Medinyà. El 1314 hi havia un prior i quatre canonges. Va ser secularitzada el 1592 i agregada a la canònica de la seu de Girona, que hi delegà un capellà al servei de l'església de Santa Maria, sufragània de la parròquia de Sant Esteve de Guialbes.
L'església va ser reedificada al segle xviii i esdevingué un centre de romiatge. La imatge de la Mare de Déu que s'hi venerava és un notable exemplar d'alabastre del segle xiv. Aquesta imatge avui resta exposada al Museu Diocesà de Girona.
En el terme de Les Olives hi ha també l'ermita de Sant Mer.